# 盧克瓦河

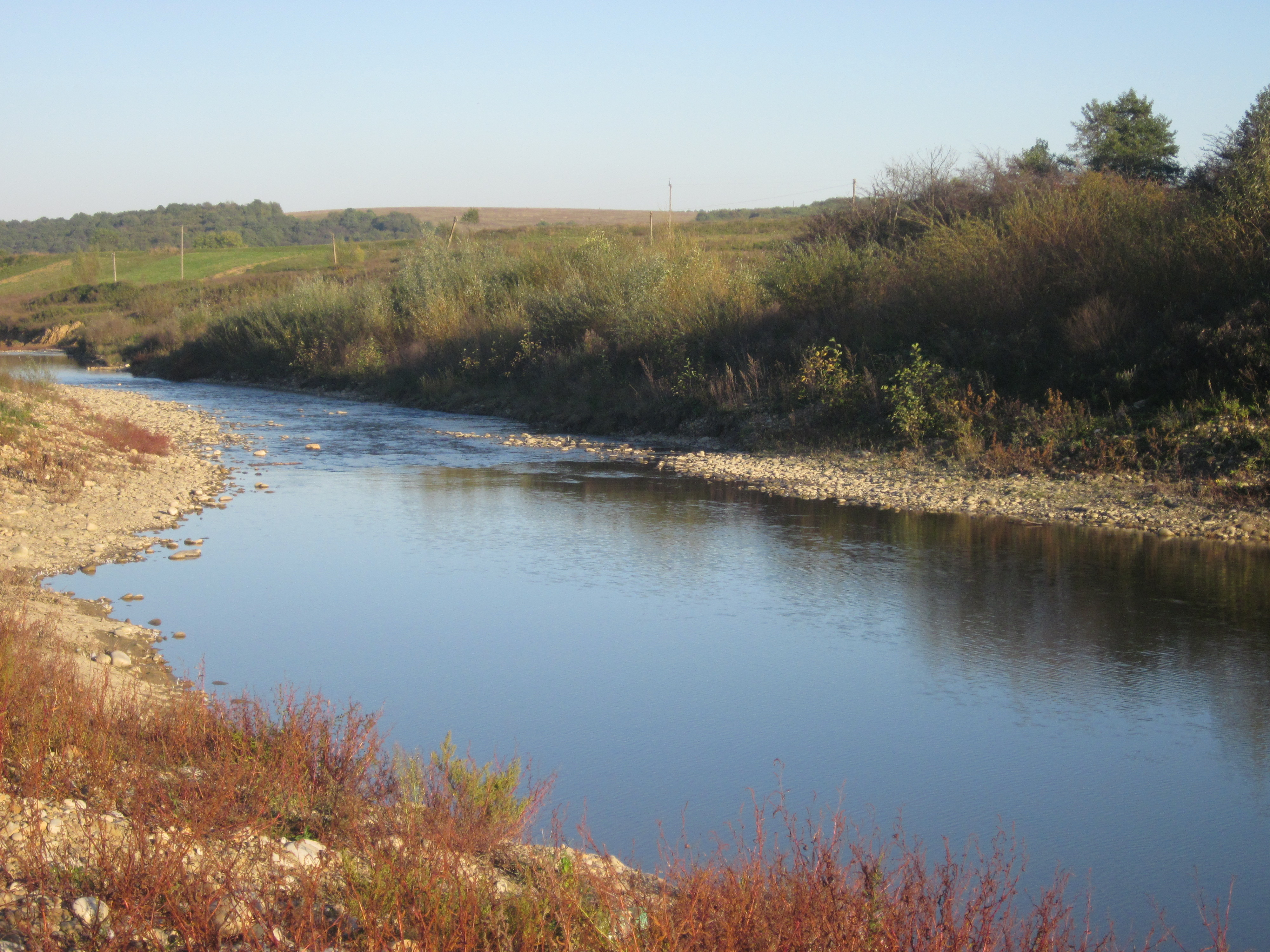

盧克瓦河（烏克蘭語：Луква），是烏克蘭的河流，位於該國西部，屬於德涅斯特河的右支流，發源自盧克維齊亞以南，流經伊萬諾-弗蘭科夫斯克州，河道全長72公里，流域面積368平方公里。